# Región volcánica de La Garrocha
La Región volcánica de La Garrocha (también conocida como Región volcánica de Olot) es una provincia volcánica de la Provincia volcánica cenozoica de la Europa Central. La región comprende casi toda la provincia de Gerona, media parte de la provincia de Lérida y una parte de Barcelona (Cataluña, España).

## Orogénesis volcánica
La provincia volcánica se formó a partir de antiguas fallas que salpican toda la provincia de Gerona; formando depresiones volcánicas y campos volcánicos; un ejemplo, la falla de Olot creó a La Garrocha. El campo volcánico más antiguo se encuentra en el Ampurdán, mientras que el más reciente se encuentra en Olot; que se formó durante el Cuatenario. La región volcánica se divide en 3 zonas: Ampurdán, La Selva y La Garrocha; emplazándose sobre un sustrato de origen paleozoico. 

### Lista de volcanes más conocidos
| Volcán                    | Tipo de volcán               | Municipio                                 | Zona volcánica a la que pertenece | Coordenadas          |
| ------------------------- | ---------------------------- | ----------------------------------------- | --------------------------------- | -------------------- |
| Volcán de Montolivet      | Cono volcánico               | Olot                                      | La Garrocha                       | 42.179085° 2.471991° |
| Volcán de Montsacopa      | Cono volcánico               | Olot                                      | La Garrocha                       | 42.188325° 2.490748° |
| Volcán de La Garrinada    | Cono volcánico               | Olot                                      | La Garrocha                       | 42.191431° 2.495527° |
| Volcán Aiguanegra         | Conjunto de conos volcánicos | Olot                                      | La Garrocha                       | 42.200456° 2.516856° |
| Puig Rodó                 | Cono volcánico               | Olot                                      | La Garrocha                       | 42.136050° 2.480415° |
| Sierra de Muriá           | Cono volcánico               | Bas - San Feliu de Pallarols              | La Garrocha                       | 42.104136° 2.477824° |
| Volcán de Pujalós         | Cono volcánico               | Olot                                      | La Garrocha                       | 42.171010° 2.535485° |
| Volcán de Croscat         | Cono volcánico               | Olot                                      | La Garrocha                       | 42.153230° 2.534883° |
| Volcán Puig de L´Os       | Cono volcánico               | Castellfullit de La Roca                  | La Garrocha                       | 42.189639° 2.557882° |
| Puig de La Roureda        | Cono volcánico               | Santa Pau                                 | La Garrocha                       | 42.144876° 2.528514° |
| Volcán de Santa Margarida | Cono volcánico               | Santa Pau                                 | La Garrocha                       | 42.140729° 2.542019° |
| Volcán de Rocanegra       | Cono volcánico               | Santa Pau                                 | La Garrocha                       | 42.140506° 2.557131° |
| Volcán de Puig Subiá      | Cono volcánico               | Santa Pau                                 | La Garrocha                       | 42.136013° 2.559466° |
| Volcán de Can Tiá         | Cono y pequeña caldera       | Santa Pau - San Aniol de Finestrás        | La Garrocha                       | 42.113707° 2.555135° |
| Volcán de Treiter         | Caldera                      | Las Planas                                | La Garrocha                       | 42.108533° 2.532342° |
| Colama                    | Cono volcánico               | Argelaguer                                | La Garrocha                       | 42.190611° 2.645715° |
| Puig de Cantallops        | Cono volcánico               | Beuda                                     | La Garrocha                       | 42.229966° 2.700642° |
| Volcán Puig de La Banya   | Cono volcánico               | San Martín de Liémana                     | La Garrocha                       | 42.030510° 2.685068° |
| El Castellet              | Domo y cono volcánico        | San Martín de Liémana                     | La Garrocha                       | 42.046202° 2.662961° |
| Puig Castellar            | Caldera                      | Mieres - San Miguel de Campmajor - Besalú | La Garrocha                       | 42.116643° 2.660123° |
| Volcán Puig de Adri       | Cono volcánico               | Canet de Adri                             | La Garrocha                       | 42.045938° 2.736284° |
| Montori de Rupiá          | Cono volcánico               | Foixá - Rupiá                             | Ampurdán                          | 42.028512° 3.005142° |
| Puig de Font Pasquala     | Cono volcánico               | Fontanillas - Ullastret - Gualta          | Ampurdán                          | 42.011508° 3.103707° |
| Crosa de Sant Dalmai      | Maar                         | Bescanó - Viloví de Oñar                  | La Selva                          | 41.921467° 2.738612° |
| Turó de Patllari          | Cono volcánico               | Riudarenas                                | La Selva                          | 41.824131° 2.674229° |
| Castillo de Hostalrich    | Cono volcánico               | Hostalrich                                | La Selva                          | 41.743785° 2.633024° |
| Puig Marí                 | Estratovolcán                | Massanet de La Selva                      | La Selva                          | 41.753577° 2.730541° |
| Camp dels Ninots          | Cono volcánico               | Caldas de Malavella                       | La Selva                          | 41.851289° 2.779048° |

## Zonas volcánicas de la región

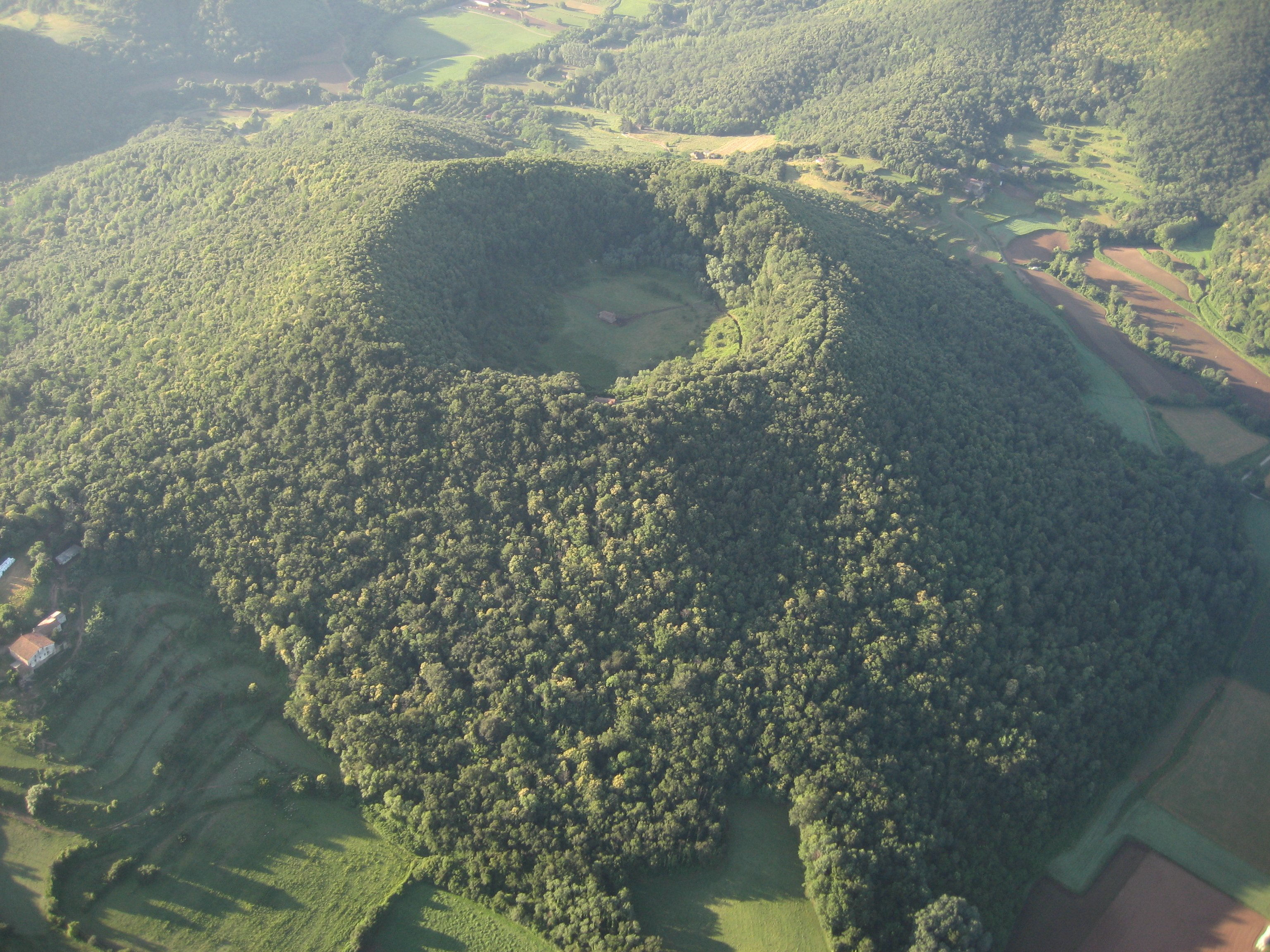
Volcán Santa Margarita

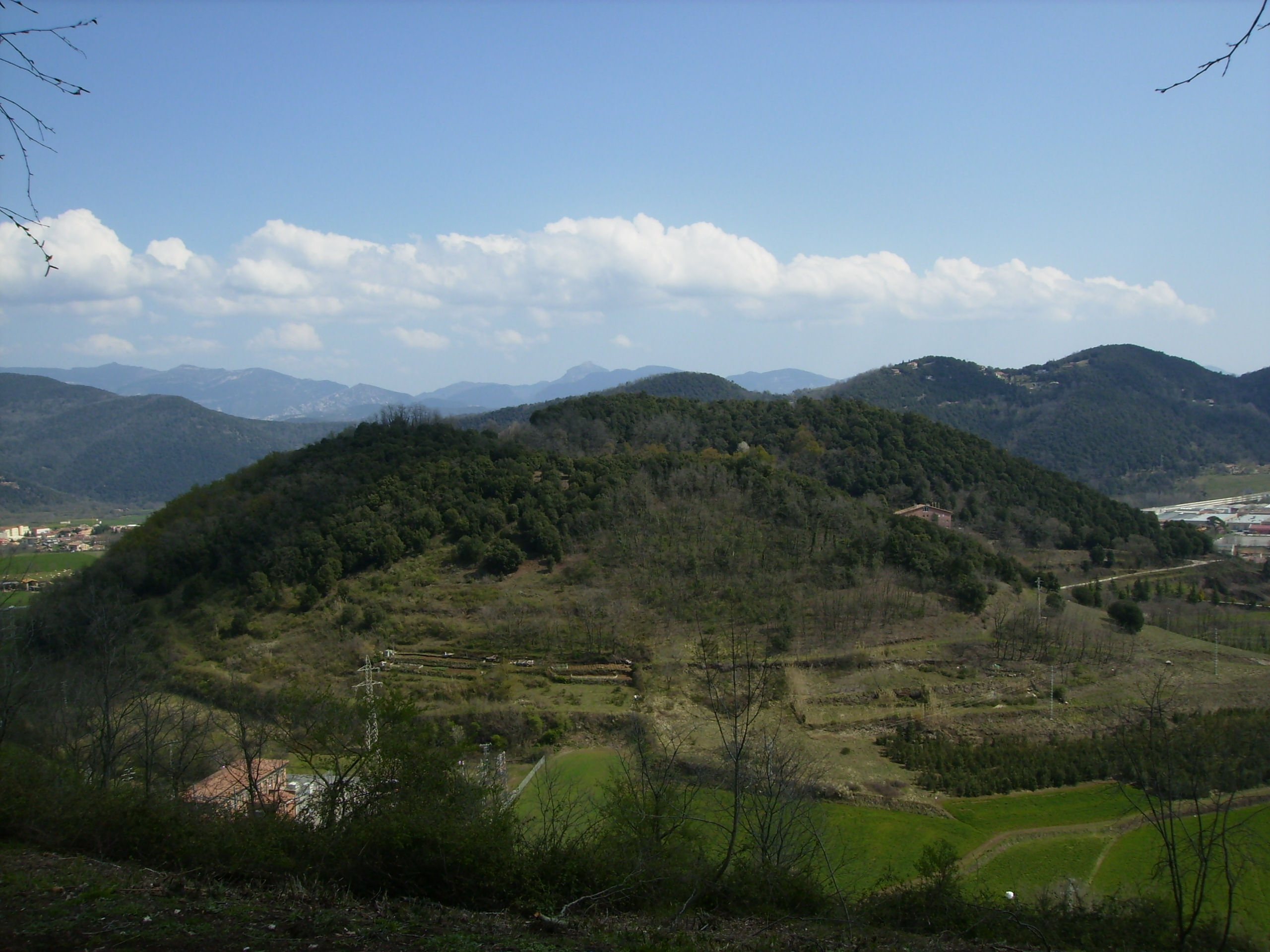
Volcán de La Garrinada

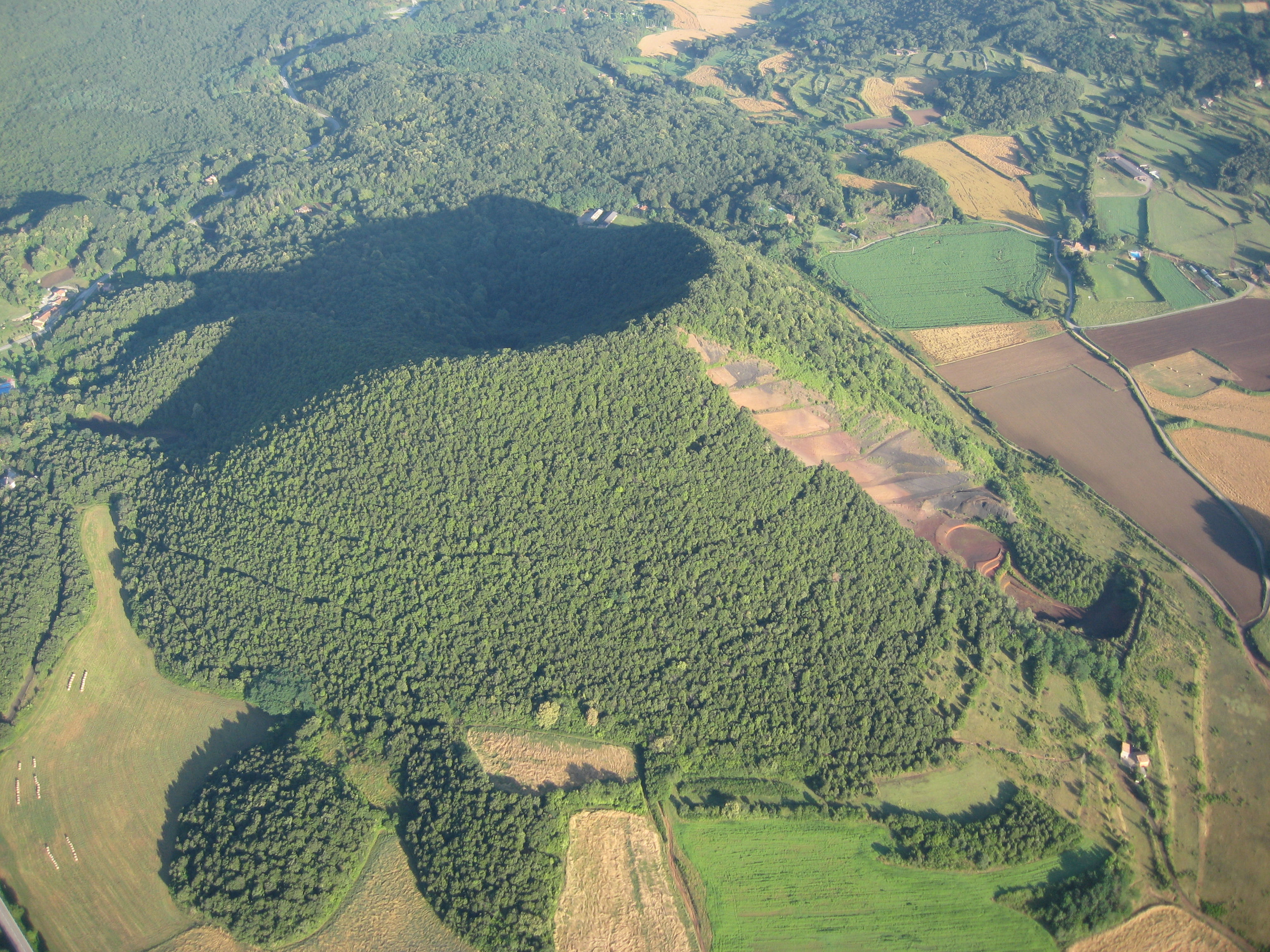
Volcán Croscat

### Ampurdán
El Ampurdán se sitúa al NE de la provincia volcánica. Los volcanes de la zona se originaron hace entre 15 y 6 Ma, en el mioceno. El Bajo Ampurdán está lleno de conos volcánicos, especialmente por el norte de La Bisbal, en que se encuentra el Montori de Rupiá. En el Alto Ampurdán, destaca al volcán Puig de La Guilla; en las cercanías de Arenys de Ampurdán y el Vilacolum, cerca de la población del mismo nombre, que está compuesto de una roca volcánica llamada traquita.

### La Selva
Se sitúa sobre una gran fosa donde se ha originado muchos volcanes. Entre los volcanes más conocidos se encuentra el Sant Corneli, que se originó a partir de un cono volcánico; convirtiéndose en un pitón volcánico. El Crosa de Sant Dalmai, que se originó a partir de erupciones freatomagmáticas, convirtiéndose en un maar; y el Castillo de Hostalric que se trata de un pequeño pitón volcánico con restos de antigua colada. Es más moderno que el anterior, con entre 5 y 2 Ma, en el plioceno.

### La Garrocha
Es la zona más importante de toda la región volcánica. Alberga muchos volcanes y grandes coladas de lava que va por el valle del río Fluviá, yendo hacia los núcleos de Castellfullit de La Roca y San Juan les Fonts, formando espectaculares domos. En el parque natural de la Zona Volcánica de la Garrocha se encuentran los volcanes más importantes: Croscat, Santa Margarita y Roca Negra. Pero la región sigue hasta fuera del parque, donde se encuentran varios volcanes, como el Puig de La Banya, en San Martín de Llémena, con bombas piroclásticas; y el volcán Puig de Adri, en Canet de Adri; donde se encuentra mucha ceniza volcánica pero también rocas sedimentarias. Gerona también está rodeada de volcanes, pero totalmente erosionados y casi desaparecidos. Es el vulcanismo más reciente, con entre 300 y 10 ka, en el pleistoceno.

## Composición rocosa
Las basanitas y las traquitas son las rocas más comunes de la zona.